# Diadegma leontiniae
Diadegma leontiniae är en stekelart som först beskrevs av Juan Brèthes 1923.  Diadegma leontiniae ingår i släktet Diadegma och familjen brokparasitsteklar. Inga underarter finns listade i Catalogue of Life.